# Hancho
Der Begriff Hancho (jap.) bezeichnet im Japanischen einen Teamleiter in einem Produktionsbetrieb. Mit der weltweiten Verbreitung von Lean Management und insbesondere dem Toyota-Produktionssystem hat der Begriff auch in den deutschen Sprachraum Einzug gefunden, während sich bei Toyota in Japan inzwischen wiederum der englische Begriff „Teamleader“ durchgesetzt hat. Die Einführung der Hancho-Funktion hat Toyota zu Steigerungen der Produktivität verholfen.

## Hierarchie
Der Hancho ist für gewöhnlich dem Schichtführer, teilweise auch dem Meister, in kleineren Betrieben auch direkt dem Produktionsleiter unterstellt. Er bildet somit die unterste Führungsebene in einem Fertigungsbetrieb und hat in der Regel Teams von 5 bis 10 Mitarbeitern.

## Aufgaben und Anforderungen
Der Hancho hat weniger die Funktion eines klassischen Teamleiters, sondern ist eher eine Kombination aus Kolonnenführer und Springer in der Fertigung. Er verfügt in der Regel über sehr gute Kenntnisse und Fertigkeiten in seinem Arbeitsbereich und kann die Teammitglieder bei einem Ausfall entsprechend ersetzen. Darüber hinaus muss er überdurchschnittliche soziale Fähigkeiten besitzen, um sein Team zu motivieren und zum gewünschten Zielzustand zu führen.
Gleichzeitig soll er aber auch Prozessbeobachter sein, Fehler aufdecken und Ineffizienzen beseitigen. Somit ist er ein Antreiber der KVP-Prozesse in seinem Arbeitsbereich.
Zusammenfassend kann der Hancho, abhängig vom Unternehmen und Bereich, u. a. folgende Aufgaben haben:
- Training des Teams
- Standardaufgaben (als Springer)
- Teaminformation
- Fehlzeitenmanagement
- Störungsbeseitigungen
- Qualitätsmanagement
- KVP vorantreiben und begleiten
- Probleme mit der PDCA-Methode lösen[4][5]